# Feyonda Fitzgerald
Feyonda Rena Fitzgerald (Norfolk, 15 aprile 1995) è una cestista statunitense, professionista nella WNBA.

## Carriera
È stata selezionata dalle Indiana Fever al secondo giro del Draft WNBA 2017 (20ª scelta assoluta).